# Taekwondo ai XVIII Giochi del Mediterraneo
I tornei di taekwondo ai XVIII Giochi del Mediterraneo si sono svolti dal 28 al 30 giugno 2018 al Pabellón de Salou. Si è gareggiato in otto diverse categorie, suddivise equamente in quattro categorie maschili e altrettante femminili.

## Calendario
Il calendario delle gare è stato il seguente:
| ● | Finali |

| Giugno/Luglio |    |    |    |    |    |    |    |    |    |
| 22            | 23 | 24 | 25 | 26 | 27 | 28 | 29 | 30 | 1º |
|               |    |    |    |    |    | 3  | 3  | 2  |    |

## Risultati

### Uomini
| Evento                  | Oro                   | Argento                 | Bronzo                             |
| fino a 58 kg (dettagli) | Jesús Tortosa Cabrera | Rui Bragança            | Hedi Neffati Miloš Gladović        |
| fino a 68 kg (dettagli) | Javier Pérez          | Konstantinos Chamalidis | Davide Spinosa Hakan Reçber        |
| fino a 80 kg (dettagli) | Raúl Martínez         | Seif Eissa              | Yunus Sarı Júlio Ferreira          |
| oltre 80 kg (dettagli)  | Daniel Ros Gómez      | Dejan Georgievski       | Yoann Miangue Emre Kutalmış Ateşli |

### Donne
| Evento                  | Oro             | Argento            | Bronzo                             |
| fino a 49 kg (dettagli) | Rukiye Yıldırım | Kristina Tomić     | Vanja Stanković Oumaima El Bouchti |
| fino a 57 kg (dettagli) | İrem Yaman      | Radwa Elsayed Nada | Nikita Glasnović Marta Calvo       |
| fino a 67 kg (dettagli) | Matea Jelić     | Althéa Laurin      | Hedaya Malak Dunja Lemajić         |
| oltre 67 kg (dettagli)  | Ana Bajić       | Marie-Paule Blé    | Nafia Kuş Wiam Dislam              |

## Medagliere
| Posizione | Paese      | Oro | Argento | Bronzo | Totale |
| --------- | ---------- | --- | ------- | ------ | ------ |
| 1         | Spagna     | 4   | 0       | 1      | 5      |
| 2         | Turchia    | 2   | 0       | 4      | 6      |
| 3         | Croazia    | 1   | 1       | 1      | 3      |
| 4         | Serbia     | 1   | 0       | 2      | 3      |
| 5         | Egitto     | 0   | 2       | 1      | 3      |
| 5         | Francia    | 0   | 2       | 1      | 3      |
| 7         | Portogallo | 0   | 1       | 1      | 2      |
| 8         | Grecia     | 0   | 1       | 0      | 1      |
| 8         | Macedonia  | 0   | 1       | 0      | 1      |
| 10        | Marocco    | 0   | 0       | 2      | 2      |
| 11        | Italia     | 0   | 0       | 1      | 1      |
| 11        | Slovenia   | 0   | 0       | 1      | 1      |
| 11        | Tunisia    | 0   | 0       | 1      | 1      |
| Totale    | Totale     | 8   | 8       | 16     | 32     |